# Кашкин, Николай Евгеньевич
Николай Евгеньевич Кашкин (1768—1827) — тайный советник, сенатор.

## Биография
Происходил из рода Кашкиных. Родился 2 (13) сентября 1768 года в Санкт-Петербурге, в семье Е. П. Кашкина; он был третьим ребёнком, старшим из сыновей.
В службу был зачислен с 30 октября 1777 года — актуариусом в Коллегию иностранных дел; с 1782 года — в звании переводчика. В 1785 году был принят в лейб-гвардии Семёновский полк в чине прапорщика. Вместе с братом Дмитрием проходил службу в Санкт-Петербурге. В 1788 году участвовал в действиях против Шведского флота в Финском заливе и после сражения 13 августа был произведён в капитан-поручики; с 1790 года — в звании капитана.

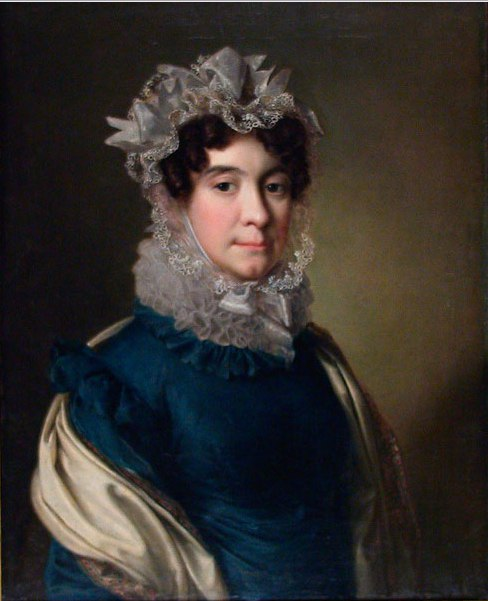
Анна Гавриловна Кашкина

В начале 1795 года он взял шестимесячный отпуск для женитьбы на единственной дочери бывшего Калужского губернатора, предводителя дворянства, генерал-майора Гавриила Петровича Бахметева (1739—1797), Анне Гавриловне (1777—1825). Свадьбу праздновали в имении Бахметевых при селе Нижних Прысках Козельского уезда.
Решив оставить полк, он 1 января 1796 года был произведён в бригадиры «к статским делам» и собирался служить в Москве по Комиссариатскому ведомству. Однако вскоре один за другим умерли сначала отец, а затем тесть. После смерти отца Анна Гавриловна получила солидное состояние: кроме Прысков у нее были ещё земли в Козельском, Перемышльском, Тарусском, Ефремовском уездах Калужской губернии, а также в Подольском уезде Московской губернии и Солигаличском уезде Костромской губернии. Н. Е. Кашкин был поглощён заботами по управлению крупным наследством жены и собственным наследством и 18 марта 1800 года вышел в отставку.
После опубликования манифеста об образовании Земского ополчения он вступил в милицию — в штат Т. И. Тутолмина, и в январе 1808 года «за усердие и ревностные труды был пожалован высочайшим подарком», а затем золотой медалью. В Отечественную войну 1812 года он был избран в обер-провиантмейстеры Московского ополчения. В 1819 году он был избран судьей Московского совестного суда, в ноябре 1821 года произведён в чин действительного статского советника. С 24 марта 1824 года стал сенатором с производством в тайные советники.
Н. Е. Кашкин был почётным членом Московского общества сельского хозяйства, старшиной Английского клуба и членом-благотворителем Российского библейского общества. 

Дом сенатора Н. Е. Кашкина, где бывало высшее общество Москвы, славился в те времена радушием его хозяйки Анны Гавриловны и умением хозяина веселить общество, сохраняя в своем доме полный порядок этикета и утонченного тона придворных сфер. Николай Евгеньевич был человек весьма гордый и надменный; все способности ума и сердца он употребил на то, чтоб поддерживать блестящим образом свое светское положение… У него были балы, музыкальные утра, литературные вечера… Душой в доме была Анна Гавриловна. В ней жила та сила, которая всех привлекала в их дом. Она была очень дружна со своей золовкой фрейлиной. Семейная жизнь Анны Гавриловны была тяжела… Ее супруг не ладил с их сыном, к дочери был равнодушен. Эта женщина была вполне достойна того уважения и любви, которыми пользовалась в Московском обществе.— Воспоминания Сабанеевой // Исторический вестник. — 1900.
Имел дочь Варвару (1810—1839; замужем за А. А. Грессером) и сына Сергея (1799—1868), который в 1823 году стал членом Северного тайного общества и был арестован после неудавшегося восстания, но, уже после смерти отца, в июле 1827 года получил прощение и даже разрешение посещать столицы (Москву — с 1834, Санкт-Петербург — с 1842). Жил в родовом имении Нижние Прыски, где и умер.
Николай Евгеньевич Кашкин умер 18 (30) мая 1827 года в Москве. Был похоронен на Новодевичьем кладбище.